# بوعبد الرحمن (قرية)
 بوعبد الرحمن  قرية من قرى بلدية واسيف (آث واسيف بالقبائلية)، ولاية تيزي وزو.